# Andrés Estrada
Pour les articles homonymes, voir Estrada.
Andrés Estrada, né le 12 novembre 1967 à Cali (Colombie), est un footballeur colombien, qui évoluait au poste de milieu de terrain au Deportivo Cali, à l'Once Caldas, à l'Independiente Medellín, à l'Atlético Nacional, à l'Atlético Bucaramanga et à Long Island Rough Riders ainsi qu'en équipe de Colombie.
Estrada ne marque aucun but lors de ses douze sélections avec l'équipe de Colombie entre 1996 et 1998. Il participe à la coupe du monde de football en 1998 et à la Copa América en 1997 avec la Colombie.

## Palmarès

### En équipe nationale
- 12 sélections et 0 but avec l'équipe de Colombie entre 1996 et 1998.
- Quart-de-finaliste de la Copa América 1997.
- Participe au premier tour de la coupe du monde 1998.

### Avec le Deportivo Cali
- Vainqueur du Championnat de Colombie de football en 1996.

### Avec l'Independiente Medellín
- Vice-Champion du Championnat de Colombie de football en 1993.

### Avec l'Atlético Nacional
- Vainqueur de la Copa Merconorte en 1998 et 2000.
- Vainqueur du Championnat de Colombie de football en 1999.